# J. M. Kerrigan

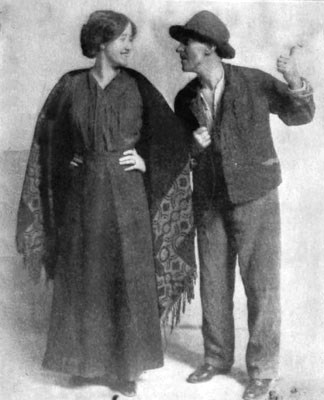
J. M. Kerrigan mit Sara Allgood (1911)

Joseph Michael Kerrigan (* 16. Dezember 1884 in Dublin, Leinster; † 29. April 1964 in Hollywood, Kalifornien) war ein irischer Film- und Theaterschauspieler sowie Regisseur, der vor allem in den Vereinigten Staaten arbeitete.

## Leben
J.M. Kerrigan arbeitete bis zum Jahr 1907 als Zeitungsreporter, doch schließlich begann er als Schauspieler sein Geld zu verdienen. Eine seiner ersten Stationen war das Abbey Theatre, das irische Nationaltheater. Er übernahm Rollen in Stücken von Lady Gregory, John Millington Synge, William Butler Yeats und Seán O’Casey. Neben Auftritten in Irland spielte er 1908 auch am Broadway und 1909 in London. Seinen ersten Auftritt als Filmschauspieler hatte Kerrigan 1916 in dem irischen Stummfilm O'Neal of the Glen. Zwischen 1916 und 1918 arbeitete Kerrigan auch als Regisseur bei einem Dutzend Stummfilmen in Irland. Schließlich siedelte Kerrigan endgültig in die Vereinigten Staaten über. In den 1920er-Jahren erhielt Kerrigan regelmäßig Auftritte am Broadway, unter anderem in Stücken von William Shakespeare, Henrik Ibsen und Sheridan. Zwischen 1908 und 1947 hatte er insgesamt 27 Broadway-Auftritte.
Während Kerrigan im Stummfilm nur gelegentlich Rollen übernommen hatte, begann er mit dem Siegeszug des Tonfilms Ende der 1930er-Jahre regelmäßig in Filmen zu spielen. Er spielte verschiedene Nebenrollen in zahlreichen Hollywoodfilmen der 1930er- und 1940er-Jahre, oftmals mit irischen Hintergrund und häufig etwas selbstgerecht oder störrisch. Neben einigen alten Kollegen aus dem Abbey Theatre spielte er 1935 in John Fords Der Verräter die Rolle des Betrügers Terry. Ford setzte Kerrigan außerdem fünf Jahre später in Der lange Weg nach Cardiff ein. Ebenfalls hatte er eine Nebenrolle im Universal-Horrorfilm Der Werwolf von London aus dem Jahre 1935, welcher jedoch kein Erfolg wurde. Als man sich sechs Jahre später mit Der Wolfsmensch erneut an das Werwolf-Thema bei Universal traute, bekam Kerrigan auch hier wieder eine Nebenrolle. Sein wohl bekanntester Film ist Vom Winde verweht, allerdings umfasst Kerrigans Auftritt als Johnny Gallagher – der Aufseher in Scarletts Sägerei, der die dort arbeitenden Gefangenen zurechtweist und gerne auch auspeitscht – nur eine markante Szene.
In den 1950er-Jahren wurden die Auftritte des alternden Kerrigan zunehmend kleiner und er wandte sich mehr dem aufkommenden Fernsehen zu, wo er zahlreiche Gastrollen hatte. Eine seiner letzten Filmarbeiten war die Rolle des „Old Billy“ in Walt Disneys berühmter Verfilmung von Jules Vernes 20.000 Meilen unter dem Meer, wo er einen kleinen Auftritt zu Beginn des Films hatte. 1960 zog er sich von der Schauspielerei zurück, im selben Jahr wurde er mit einem Stern auf dem Hollywood Walk of Fame für seine Filmarbeit geehrt. Er starb 1964 im Alter von 79 Jahren.

## Filmografie (Auswahl)
- 1923: Little Old New York
- 1930: Song o' My Heart
- 1931: Charlie Chan – Der Tod ist ein schwarzes Kamel (The Black Camel)
- 1932: Rockabye
- 1933: Eine Studie in Scharlachrot (A Study in Scarlet)
- 1934: A Modern Hero
- 1934: Die letzte Patrouille (The Lost Patrol)
- 1934: Die Schatzinsel (Treasure Island)
- 1935: The Farmer Takes a Wife
- 1935: Der Verräter (The Informer)
- 1935: San Francisco im Goldfieber (Barbary Coast)
- 1935: Der Werwolf von London (Werewolf of London)
- 1936: Signale nach London (Lloyd’s of London)
- 1936: Der Gefangene der Haifischinsel (The Prisoner of Shark Island)
- 1936: Der General starb im Morgengrauen (The General Died at Dawn)
- 1936: Der Pflug und die Sterne (The Plough and the Stars)
- 1938: Auf verbotenen Wegen (Ride a Crooked Mile)
- 1939: Union Pacific
- 1939: Stunde Null (The Zero Hour)
- 1939: 6,000 Enemies
- 1939: Vom Winde verweht (Gone with the Wind)
- 1940: Keine Zeit für Komödie (No Time for Comedy)
- 1940: Der Herr der sieben Meere (The Sea Hawk)
- 1940: Der lange Weg nach Cardiff (The Long Voyage Home)
- 1940: Der junge Edison (Young Tom Edison)
- 1941: Sprechstunde für Liebe (Appointment for Love)
- 1941: Der Wolfsmensch (The Wolf Man)
- 1942: Helden der Lüfte (Captains of the Clouds)
- 1944: Alarm im Pazifik (The Fighting Seabees)
- 1944: An American Romance
- 1945: Die Seeteufel von Cartagena (The Spanish Main)
- 1945: She Went to the Races
- 1945: Tarzan und die Amazonen (Tarzan and the Amazons)
- 1946: Black Beauty
- 1948: Kennwort 777 (Call Northside 777)
- 1948: The Luck of the Irish
- 1949: Auf Leben und Tod (The Fighting O'Flynn)
- 1951: Zwei von einer Sorte (Two of a Kind)
- 1952: Meine Cousine Rachel (My Cousin Rachel)
- 1952: Park Row
- 1952: Gefährten des Grauens (The Wild North)
- 1953: Die silberne Peitsche (The Silver Whip)
- 1954: 20.000 Meilen unter dem Meer (20,000 Leagues Under the Sea)
- 1956: Die erste Kugel trifft (The Fastest Gun Alive)
- 1960: Anwalt der Gerechtigkeit (Lock Up; Fernsehserie, 1 Folge)